# Роберт Бланш
Роберт Бланш (англ. Robert Blanche; нар. 1962, Орегон, США — 3 січня 2020) — американський актор, режисер, сценарист та продюсер. Найбільш відомий за ролями сержанта Бланко у телесеріалі «Грімм» та детектива-капітана Бонанно у телесеріалі «Противага».

## Життєпис
У 2011 році Роберту Бланшу поставили діагноз: гіперчутливий пневмоніт, що призвів до легеневого фіброзу. У серпні 2018 року була створена фундація «SOS: Salute to Our Star Robert Blanche Fundraiser», для збору коштів на трансплантацією легенів Роберту Бланшу.

## Особисте життя
19 червня 2014 року одружився з Джун Ейслер. У подружжя є дочка. У Роберта Бланша є троє дочок від попереднього шлюбу.

## Кар'єра
За свою кар'єру зіграв у понад 70 фільмах та телесеріалах.

### Актор
| Рік       |    | Українська назва             | Оригінальна назва                 | Роль                            |
| --------- | -- | ---------------------------- | --------------------------------- | ------------------------------- |
| 2020      | ф  | «Мозок, який не помер»       | The Brain That Wouldn't Die       | детектив Манчіні                |
| 2019      | ф  | «Американські брати»         | American Brothers                 | Ліам Магоні                     |
| 2017      | ф  | «Завтра, можливо»            | Tomorrow, Maybe                   | Ллойд Гайєк                     |
| 2017      | ф  | «Два пси»                    | The Two Dogs                      | Біллі Бастард                   |
| 2017      | кф | «Кров та цукор»              | Blood and Sugar                   | Тім Баллантайн                  |
| 2016      | ф  | «Незаслужено»                | Undeserved                        | Вудді                           |
| 2016      | с  | «Нація Z»                    | Z Nation                          | Джон Дж. Ланністер              |
| 2015      | ф  | «Штормаґеддон»               | Stormageddon                      | агент Ґейтс                     |
| 2015      | с  | «Різзолі та Айлз»            | Rizzoli & Isles                   | Ден Солвей                      |
| 2014      | ф  | «Щось зле»                   | Something Wicked                  | Джон                            |
| 2014      | ф  | «Куля»                       | Bullet                            | Тервіс                          |
| 2014      | ф  | «Бермудські щупальця»        | Bermuda Tentacles                 | капітан Дейв Вільямс            |
| 2012      | ф  | «Гра на виживання»           | Gone                              | офіцер Джонсон (немає у титрах) |
| 2011      | ф  | «Зомбі-апокаліпсис»          | Zombie Apocalypse                 | Броктон                         |
| 2011—2017 | с  | «Грімм»                      | Grimm                             | сержант Бланко                  |
| 2010      | ф  | «Надзвичайні заходи»         | Extraordinary Measures            | охоронець                       |
| 2009      | ф  | «Чарлі Валентайн»            | Charlie Valentine                 | Візард                          |
| 2008—2009 | с  | «Зіткнення»                  | Crash                             | Томмі Вандербек                 |
| 2009      | ф  | «Ідеальна гра»               | The Perfect Game                  | тренер                          |
| 2008—2012 | с  | «Противага»                  | Leverage                          | детектив-капітан Бонанно        |
| 2006      | с  | «Монк»                       | Monk                              | Віце-президент спілки           |
| 2006      | ф  | «Підвищення Флеґґ»           | Raising Flagg                     | Метт Дарвуд                     |
| 2005      | с  | У Філадельфії завжди сонячно | It's Always Sunny in Philadelphia | детектив Джонс                  |
| 2005      | ф  | Скажи «дядько»               | Say Uncle                         | Філ                             |
| 2005      | ф  | «Дурна звичка»               | Thumbsucker                       | партнер                         |
| 2004      | ф  | «Кульбаба»                   | Dandelion                         | шериф Тефт                      |
| 2004      | ф  | «Стрільба Ніка»              | Shooting Nick                     | Нік                             |
| 2003      | ф  | «Загнаний»                   | The Hunted                        | Крамлі (немає у титрах)         |
| 2003      | кф | «Запис»                      | The Entry                         | чоловік у жовтій сорочці        |
| 2002      | с  | «Червона троянда»            | Rose Red                          | Джордж Вітон                    |
| 2000—2004 | с  | «Бостонська школа»           | Boston Public                     | офіцер                          |
| 2000      | ф  | «Люди честі»                 | Men of Honor                      | офіцер Берегового патруля       |
| 1998      | с  | «Еллі Макбіл»                | Ally McBeal                       | офіцер                          |
| 1997      | ф  | «Тотальна реальність»        | Total Reality                     | поліціант                       |
| 1995—1996 | с  | «Людина нізвідки»            | Nowhere Man                       | охоронець                       |
| 1995      | с  | «Смерть на заході сонця»     | Dead by Sunset                    | судовий пристав                 |
| 1994—2009 | с  | «Швидка допомога»            | ER                                | детектив Мілн                   |
| 1994      | ф  | «Шляхетний аферист»          | Imaginary Crimes                  | поліціянт                       |

### Режисер, продюсер та сценарист
| Рік  |    | Українська назва         | Оригінальна назва | Роль                         |
| ---- | -- | ------------------------ | ----------------- | ---------------------------- |
| 2017 | кф | «Кров та цукор»          | Blood and Sugar   | режисер, сценарист           |
| 2017 | ф  | «Завтра, можливо»        | Tomorrow, Maybe   | продюсер, сценарист          |
| 2015 | кф | «Повинно було трапитися» | Bound to Happen   | продюсер, сценарист          |
| 2004 | ф  | «Стрільба Ніка»          | Shooting Nick     | продюсер, сценарист          |
| 2003 | кф | «Запис»                  | The Entry         | режисер, продюсер, сценарист |